# Cristal
Acest articol se referă la noțiunea din știință de cristal. Pentru orice alte utilizări, vedeți, Cristal (dezambiguizare).

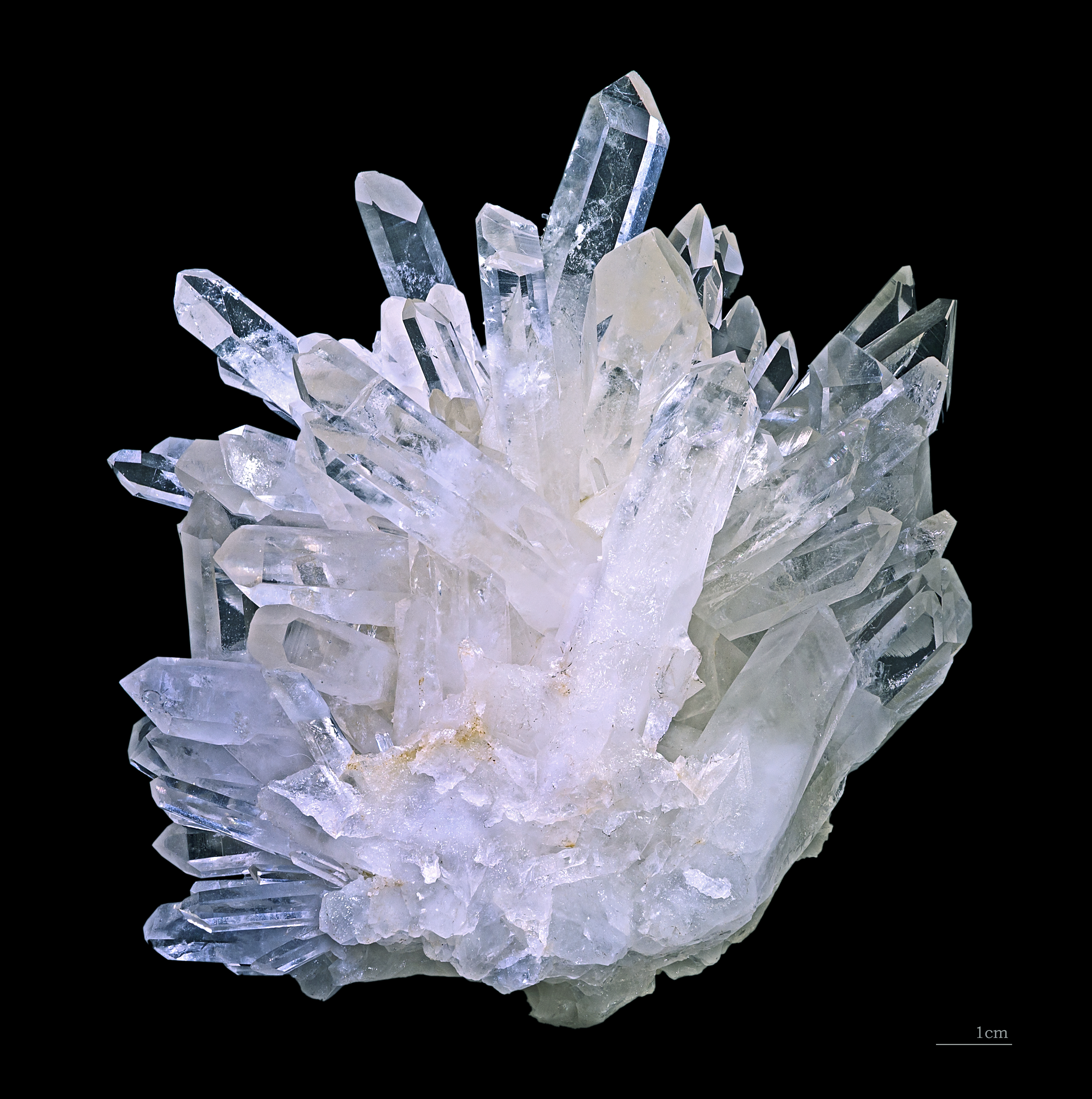
Cristal de cuarț.

Un cristal este un corp omogen, anizotrop, ale cărui particule componente, atomi, molecule, ioni sunt aranjate într-o structură internă tridimensională în diferite sisteme de simetrie cu repetări periodice numite sisteme de cristalizare. Se poate distinge o structură cristalină primară în formă de rețea, sau amorfă ca de exemplu a sticlei. Unele substanțe se pot găsi atât în stare cristalină, cât și în stare amorfă; un exemplu este dioxidul de siliciu (SiO2), care în stare cristalină este cuarțul, iar în stare amorfă este sticla de cuarț. 
Știința care se ocupă cu studiul cristalelor se numește cristalografie.

## Definiție
Starea cristalină rezultă din aranjarea unităților structurale ale solidului (ioni, atomi, molecule) într-o ordine bine definită în trei dimensiuni. Această așezare ordonată are loc atât în cadrul unui grup limitat de unități structurale (ordine locală), cât și pe domenii întinse (ordine depărtată). 

## Structura
În procesul de formare a cristalelor, un rol preponderent îl au condițiile în care are loc solidificarea. Procesele de solidificare încep și decurg în jurul unui centru de cristalizare, unde apar acumulări de atomi. Trecerea din starea lichidă în cea solidă poate avea loc atât în mod rapid, ceea ce determină apariția unui număr mare de centre de cristalizare, obținându-se policristale, fie în mod lent, când procesul de solidificare are loc în jurul unui singur centru, cu formarea unui monocristal, ale cărui dimensiuni depind de viteza de răcire. Corpurile cristaline se găsesc de obicei sub forma de policristale. 

## Caracteristici

### Anizotropia
Caracteristica esențială a fiecărui cristal este anizotropie, adică dependența proprietăților fizice ale acestuia de direcție. Cauza anizotropiei este determinată de dispunerea ordonată a particulelor constituente ale cristalului. 

### Simetrii
O altă proprietate a cristalelor este prezența unei anumite simetrii, a cărei manifestare exterioară determină forma regulată a cristalului. Fiecare cristal este ușor de recunoscut deoarece este mărginit de fețe plane care se intersectează sub unghiuri bine determinate caracteristice pentru fiecare tip de cristal. 

## Elemente caracteristice
Pentru descrierea structurii cristaline se utilizează anumite elemente caracteristice:
- Celula elementară, definită ca fiind cel mai mic paralelipiped care, dacă este repetat periodic în trei direcții independente, poate reproduce întreaga rețea cristalină;
- Constanta rețelei reprezintă una din muchiile celulei elementare;
- Axe cristalografice reprezintă direcțiile muchiilor celulei elementare.

## Clasificarea cristalelor

### În funcție de tipurile legăturilor chimice
- Cristale ionice: cristalele formate din ioni pozitivi (cationi) și ioni negativi (anioni), între care apar forțe de natură electrostatică (legătură ionică). Pentru ca valoarea forței de atracție să fie mai mare decât cea de respingere dintre ioni cu același semn, se impune ca cei mai apropiați vecini ai unui ion oarecare să fie ioni de semn contrar, iar cei mai apropiați vecini de gradul doi să fie ioni de același semn. Cristalelor ionice le este caracteristic număr de coordinație, care reprezintă numărul ionilor de semn contrar, vecini de ordinul 1 al unui ion oarecare. Valoarea acestuia este dată de raportul valorilor razelor ionilor de semne contrare. Determinat de faptul că forțele de atracție sunt mai mari decât cele de respingere, ar urma că ionii ar trebui sa se apropie oricât de mult. În realitate, procesul de apropiere este limitat de interacțiunea repulsivă dintre păturile interioare de electroni ai ionilor, deoarece, conform principiului de excluziune al lui Pauli, electronii interiori ai unuia dintre ioni nu pot să pătrundă în spațiul în care se găsesc ceilalți electroni.
- Cristale atomice: cristalele care au la bază legătura covalentă dintre atomi neutri (identici sau diferiți). Pentru a se înțelege mai bine natura legăturii covalente, se interpretează calitativ molecula de hidrogen. La distanțe mici, datorită identității celor doi electroni și deci a imposibilității identificării fiecărui electron în parte, ei aparținând în același timp ambilor atomi. Între cei doi atomi există un schimb continuu al celor doi electroni, determinat de energia de schimb, care scade odată cu distanța. La baza apariției legăturii covalente stă interacțiunea de schimb, generată de schimbul electronilor între atomi. Aceste mărimi au un caracter pur cuantic. Deci legăturile covalente se stabilesc prin perechi de electroni cu spini antiparaleli; mobilul împerecherii îl constituie compensarea spinului electronului, care conduce la o stare energetică mai favorabilă. Exemple de cristale covalente sunt cristalele semiconductoare, cu o conductibilitate electrică și termică mică.
- Cristale metalice: cristalele metalice se asemănă cu cele atomice, luând în considerare că, spre deosebire de cele atomici, în legăturile metalice electronii aparțin tuturor ionilor și atomilor din nodurile rețelei, ca și cum ar fi puși în comun (gaz electronic). Cristalele metalice sunt elastice, ductile, maleabile, cu o mare plasticitate și o conductivitate electrică bună.
- Cristale moleculare sau cristale van der Waals: cristale care conțin în nodurile rețelei molecule, care își mențin individualitatea atât în faza gazoasă, cât și în cea lichidă. Menținerea moleculelor in nodurile rețelei se datorează unor forțe slabe de natură electrostatică, manifestată între dipoli electrici fie preexistenți în moleculă, fie care iau naștere prin inducție, denumite forțe van der Waals. Cristalele moleculare se topesc la temperaturi mici, se evaporă ușor și prezintă un grad de compresibilitate mare.
- Cristale cu legături de hidrogen: cristale care prezintă legături, sau punți, de hidrogen, realizate între atomi de hidrogen pe de o parte, și atomi puternic delectronegativi, precum fluorul, oxigenul, azotul, sau, mai rar, clorul. Exemple de astfel de cristale sunt gheața, (HF2)-, (H3BO3)n etc. Mai puternice decât legăturile van der Waals, au un rol important și în explicarea proprietăților cristalelor feroelectrice.
- Cristale mixte: under contruction

### În funcție de sistemul cristalografic
Pentru a caracteriza celula elementară în cazul tridimensional, sunt necesari 6 parametri: muchiile a, b, c, precum și unghiurile α, β si γ. Pe baza acestora, cristalele au fost împărțite în 7 sisteme cristalografice: 
- Sistemul cubic: a=b=c, α=β=γ=90;
- Sistemul tetragonal (pătratic): a=b≠c, α=β=γ=90;
- Sistemul ortorombic (ortogonal): a≠b≠c, α=β=γ=90;
- Sistemul monoclinic: a≠b≠c, α=β=90, γ≠90;
- Sistemul triclinic: a≠b≠c, α≠β≠γ;
- Sistemul trigonal (romboedric): a=b=c, α=β=γ≠90;
- Sistemul hexagonal: a=b≠c, α=β=90, γ=120.

## Galerie

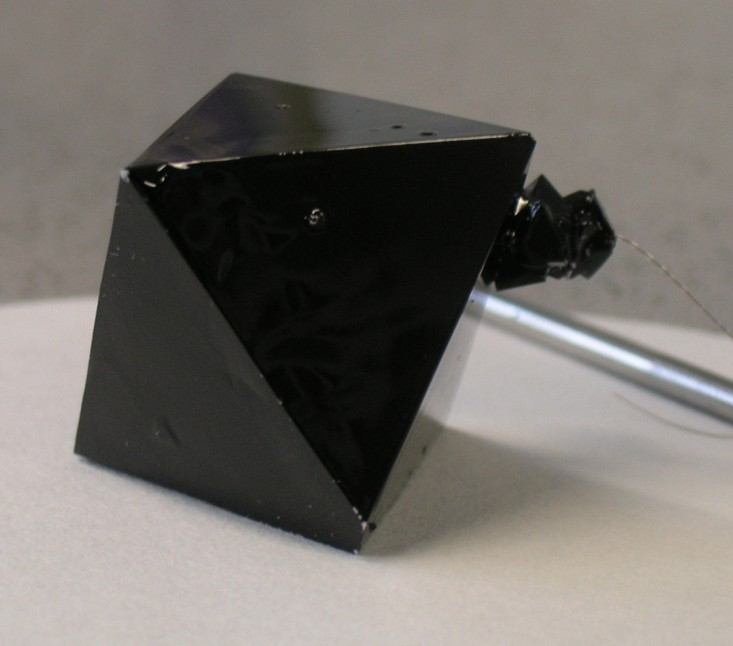
Alaun cu crom (KCr(SO4)2·12H2O) Octaedru
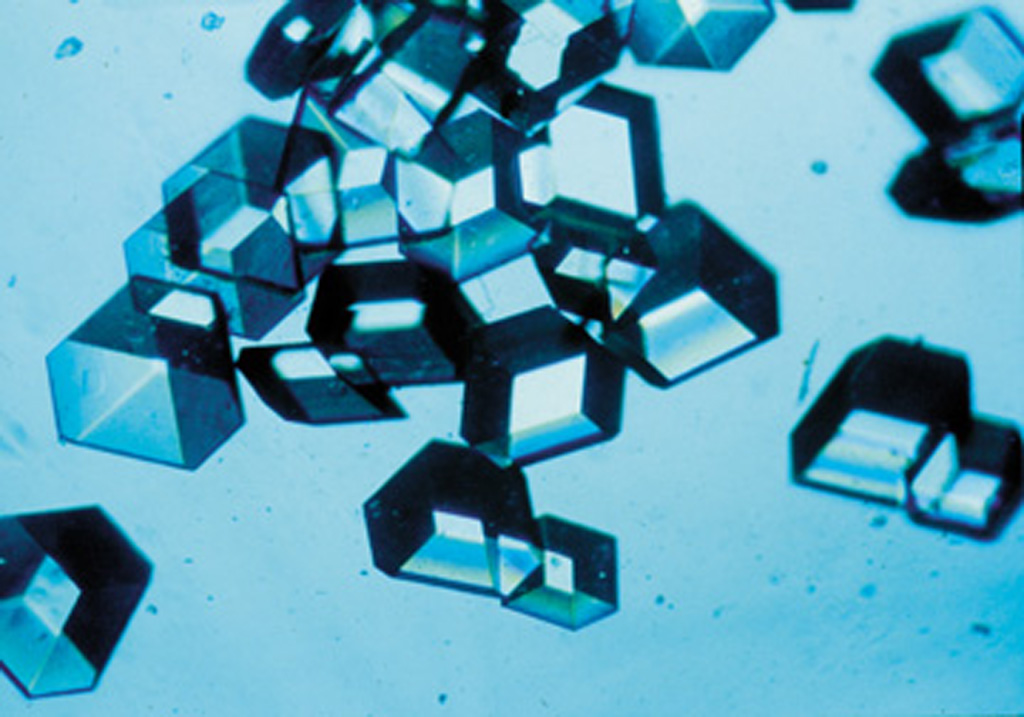
Cristale de insulină
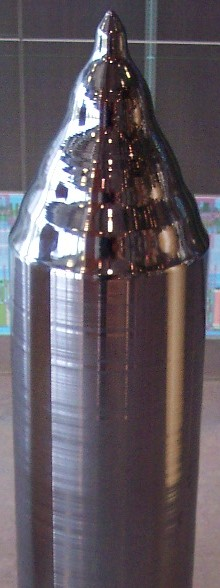
Monocristal de siliciu destinat fabricării de wafere (substratul circuitelor electronice integrate)
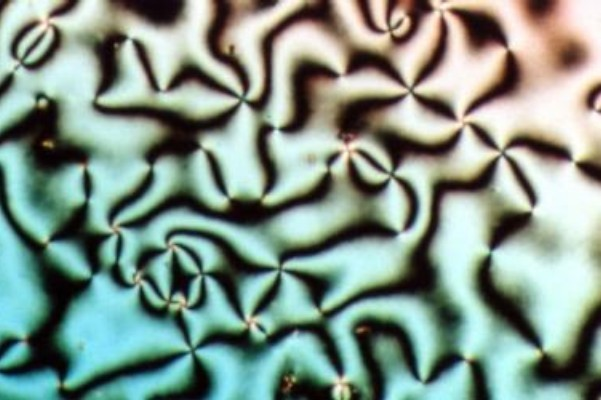
Cristal lichid văzut la microscopul cu lumină polarizată